# 13351 Зібелін
13351 Зібелін (13351 Zibeline) — астероїд головного поясу, відкритий 20 вересня 1998 року.
Тіссеранів параметр щодо Юпітера — 3,610.
Названо за латинською назвою Martes zibellina виду соболь.